# Curb

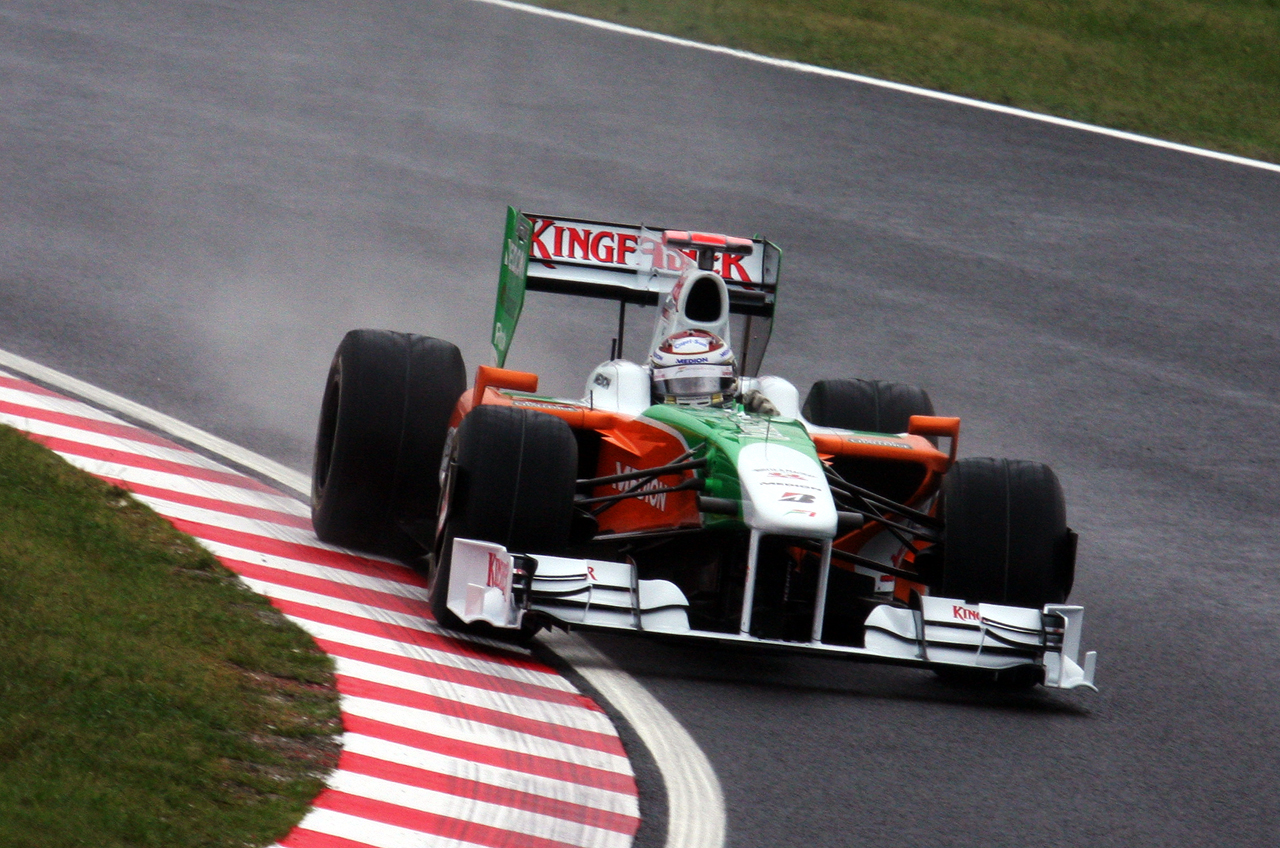
Curbs auf dem Suzuka International Racing Course

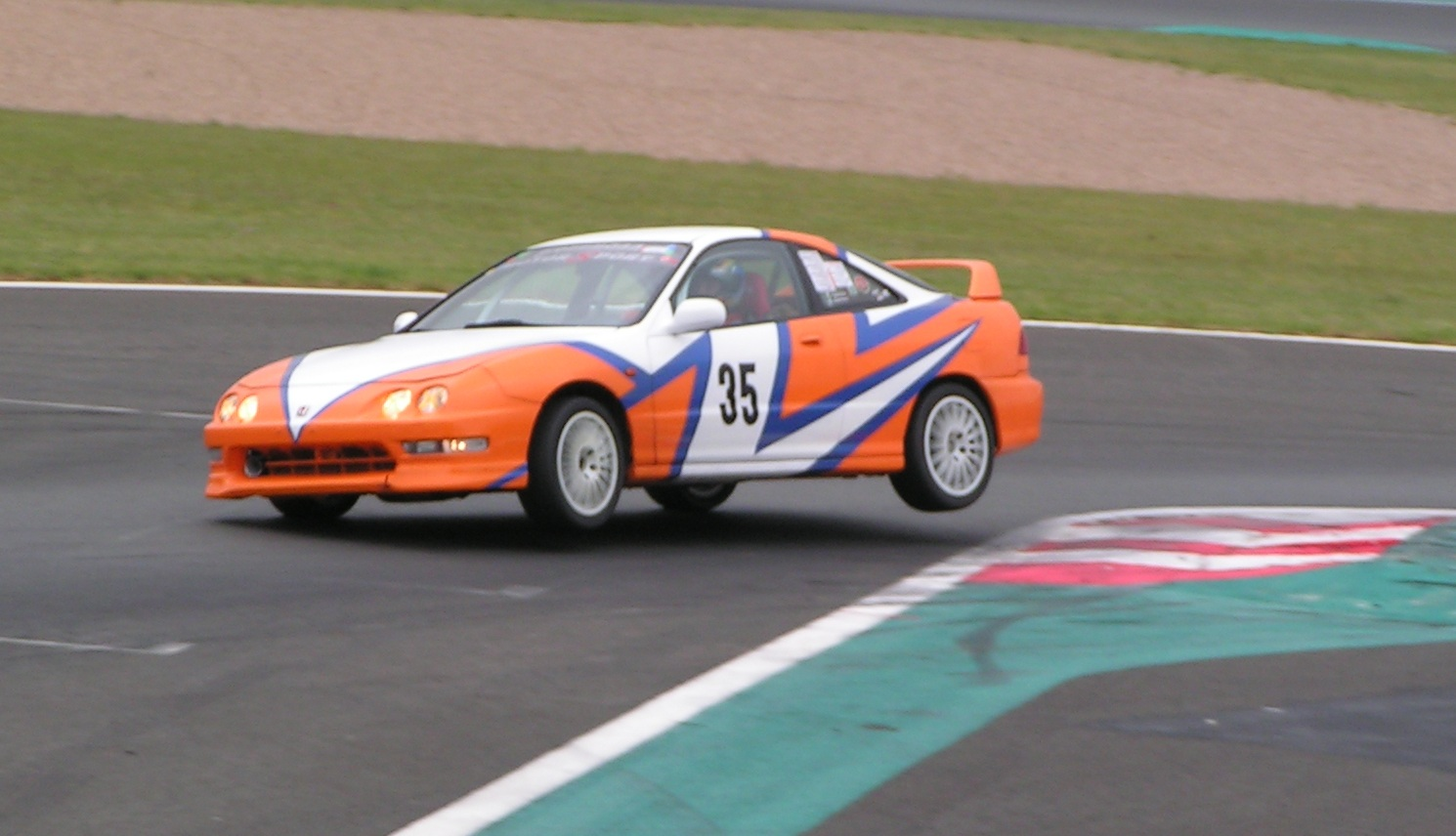
Ein Honda Integra Type R „springt“ über die Curbs der Start-/Zielschikane der Rennstrecke von Nevers Magny-Cours

Als Curb bzw. Curbs (US-Schreibweise) oder Kerbs (britische Schreibweise) bezeichnet man die Randsteine, die auf einer Motorsport-Rennstrecke die Fahrbahn vom Grünstreifen oder den Auslaufzonen abtrennen. Der Begriff wird meist im Plural verwendet und leitet sich vom englischen Verb to curb (einschränken oder zügeln) ab. Ihren Ursprung haben Curbs im normalen Straßenverkehr, wo Rand- oder Bordsteine zum Teil ähnliche Funktionen erfüllen, allerdings trennen sie dort die Fahrbahn durch ihre Höhe und ihre ausgeprägteren Winkel weitaus strikter und unvermittelter vom Rand ab als Curbs auf Rennstrecken. An Landstraßen werden z. B. in engen Kurven den Curbs im Rennsport sehr ähnliche Bankettplatten eingebaut, die demselben Zweck dienen. Häufig werden Curbs als Fertigteile aus Beton gefertigt und zweifarbig quergestreift lackiert, damit der Rennfahrer den Fahrbahnrand schon von Weitem erkennen kann.

## Beschreibung
In der Regel sind Curbs schräg und nur leicht ansteigend angeordnet, um das Fahrzeug etwas abzubremsen, damit es nicht aus der Spur gerät und Schmutz auf die Strecke mitnimmt oder gar über die Fahrbahn hinausgetragen und dann unkontrollierbar wird. Die Ideallinie auf einer Rennstrecke kann aber durchaus die Curbs einbeziehen, wenn sie flach genug sind, um das Fahrzeug nicht zu destabilisieren. In manchen Streckenabschnitten, wie z. B. in Schikanen, wo Abkürzen unerwünscht ist, werden die Curbs allerdings so steil angeordnet, dass sie kaum überfahrbar sind und der Fahrer den Wagen somit auf dem Asphalt halten oder über die Curbs springen muss.
Auch vor einer Kurve werden auf vielen Strecken Curbs platziert, um dem Fahrer die Aufgabe zu erleichtern, den optimalen Bremspunkt zu finden. Da die Curbs meist höher als die Fahrbahn oder selbst in Wellen- oder Sägezahnform uneben sind, kann der Fahrer spüren, ob er sich schon am Rand der Strecke befindet. Teilweise werden dafür statt Curbs auch sogenannte „Rattersteine“ in den Streckenrand eingearbeitet. Auf der Nürburgring-Nordschleife finden sich Beispiele für beides, ebenso für sehr steile Curbs im normalen Streckenverlauf ohne Schikanen. Beim Umbau 1970 wurden dort erstmals Curbs verbaut, als Teil der von der Formel 1 geforderten Sicherheitsmaßnahmen. Vorher waren Curbs in der heutigen Form auf Rennstrecken weitgehend unbekannt. Für homologierte Rennstrecken hat der Automobilweltverband FIA genaue Regeln zur Planung und zum Bau von Curbs vorgegeben. So müssen sie – direkt neben dem obligatorischen weißen Streifen zur Streckenbegrenzung – außerhalb der eigentlichen Fahrbahn liegen und dürfen diese am höchsten Punkt um maximal 10 Zentimeter überragen.

## Vergangenheit
Durch fehlende Curbs gab es mitunter schwere Unfälle und Verletzungen. So wurden beim Großen Preis von Frankreich der Formel 1 auf dem Circuit de Charade im Juli 1972 durch das „Schneiden“ der Kurven Kieselsteine vom Streckenrand aufgewirbelt, die zu zehn Reifenschäden und zur einseitigen Erblindung des Rennfahrers Helmut Marko führten.

## Aussehen
Zur optischen Abhebung von der Fahrbahn werden unterschiedliche Farbkombinationen bei der Lackierung der Curbs gewählt: häufig rot-weiß oder blau-weiß, in Spanien auch gelb-rot in Anlehnung an die Nationalfarben. Die Lackierung reduziert allerdings in der Regel den Reibwert der Curbs, vor allem bei Nässe, sodass das Überfahren mit Verlust der Traktion einhergehen und zu unerwünschten Fahrzeugbewegungen führen kann.

## Mobile Curbs

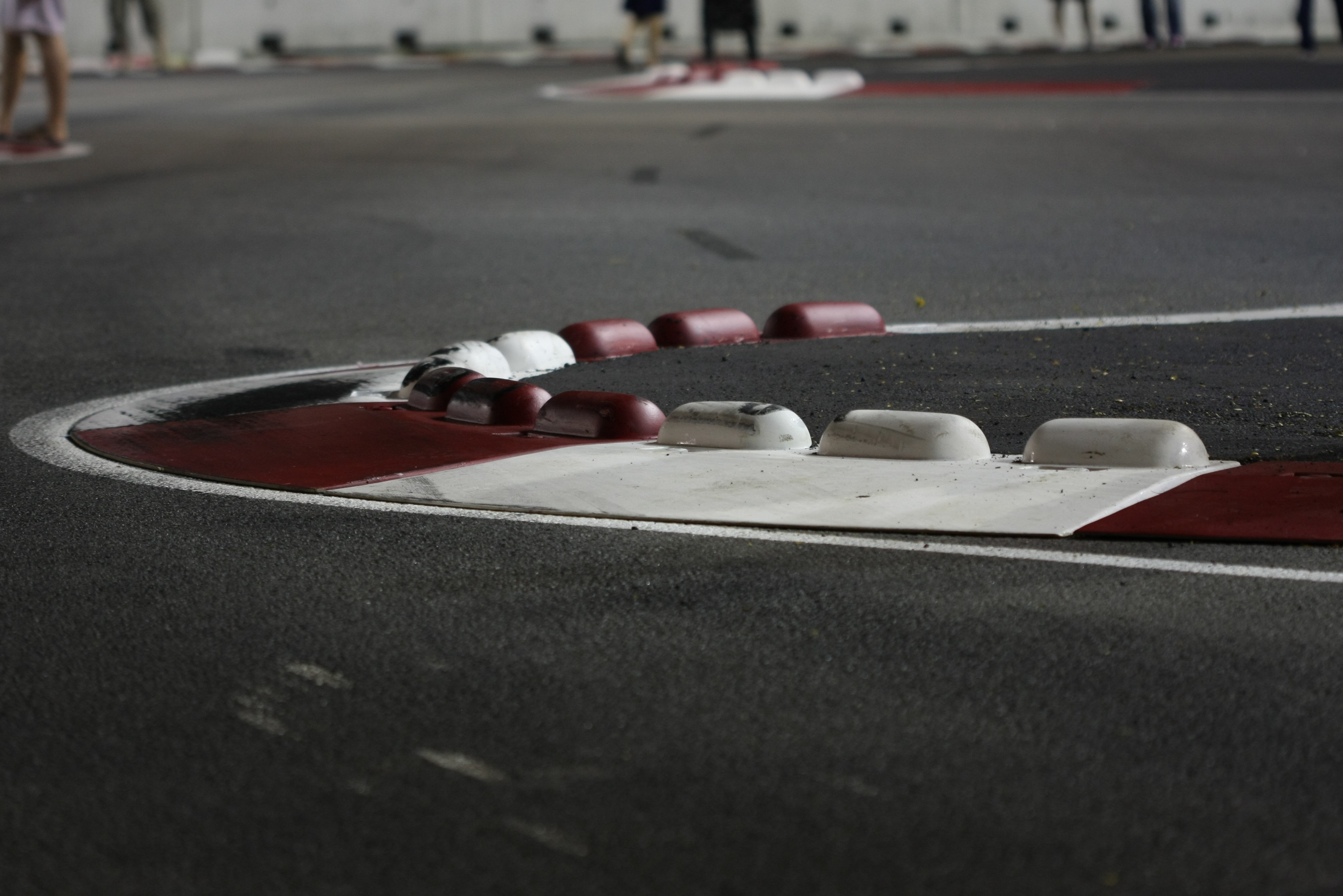
Kontrovers diskutierte mobile Curbs beim Großen Preis von Singapur 2008. Derartige Curbs sollen das Schneiden/Überfahren verhindern.

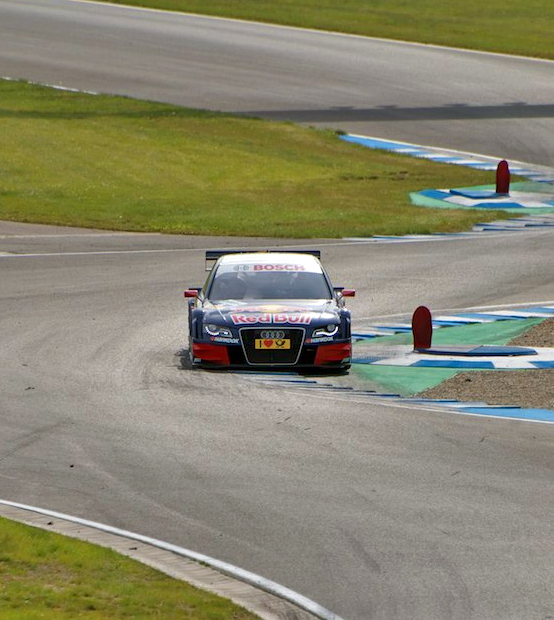
Mattias Ekström passiert hier 2011 in Oschersleben einen Ludwig-Teller, die tellerrunden Curbs sind zusätzlich mit einem Abweiser ausgestattet.

Bei nicht permanenten Rennstrecken werden auch mobile (in den Asphalt genagelte) Curbs eingesetzt, die die Fahrbahn begrenzen und den Streckenverlauf anzeigen. Hier werden mitunter lackierte Beton-Bauteile, häufig aber auch durchgefärbte (meist rot-weiße) Kunststoff-Curbs verwendet.
Mittlerweile halten diese mobilen Curbs auch auf permanenten Rennstrecken Einzug. Bei modernen Rennstrecken werden nämlich meist nur noch relativ flache stationäre Curbs verbaut, damit diese von Formel-Fahrzeugen (etwa von der Formel 1) gut befahren werden können. Bei Tourenwagenrennen kommt es dann allerdings dazu, dass diese flachen Curbs ganz überfahren werden, wodurch Dreck auf die Strecke geschleudert wird. Früher wurde versucht, dies mit Reifenstapeln im Kurvenscheitelpunkt zu verhindern. Dies führte aber oft zu Unfällen, da die Fahrer mit ihren Autos ungewollt die Reifenstapel berührten. Bei der DTM wurden deshalb erstmals mobile, steilere Curbs auf permanenten Rennstrecken installiert. Initiator dieser in Fachkreisen als Ludwig-Curbs bekannten Randsteine war der dreifache Deutsche Tourenwagen-Meister Klaus Ludwig. Später wurden diese in tellerförmige Platten weiterentwickelt, entsprechend werden diese wegen ihrer Form Ludwig-Teller genannt.
Mithilfe solcher mobilen Curbs werden mittlerweile auch verschiedene Streckenvarianten realisiert. An den deutschen Rennstrecken in Oschersleben und auf dem Lausitzring wurden 2007 die Startkurven auf diese Weise modifiziert. Die Vorteile sind geringe Umbaukosten und schnellere Montage und Demontage der jeweiligen Streckenvariante.

## Weitere Bedeutungen
Der Begriff Curb wird auch außerhalb des Motorsports verwendet. So werden im Skateboarder-Jargon Kanten, insbesondere von Bordsteinen, an denen mit dem Board entlanggerutscht werden kann, als Curb bezeichnet.